# Kolužunj
Kolužunj (en serbe cyrillique : Колужуњ) est un village du sud-ouest du Monténégro, dans la municipalité de Kotor.

## Démographie

### Évolution historique de la population
| 1948 | 1953 | 1961 | 1971 | 1981 | 1991 | 2003 |
| ---- | ---- | ---- | ---- | ---- | ---- | ---- |
| 50   | 47   | 51   | 37   | 10   | 1    | 7    |